# Lysikles
Lysikles (? - 428 v.Chr., Oudgrieks: Λυσικλῆς / Lysiklês) was een Atheens generaal en leider van de democratische factie in de polis. Hij leefde in de 5e eeuw v.Chr. en was mogelijk een vriend van Perikles.
Volgens Aeschines Socraticus leefde Lysikles na Perikles' dood samen met Aspasia en had hij een zoon bij haar. Van Aeschines Socraticus wordt gezegd dat hij Lysikles' politieke succes aan Aspasia toeschreef. Tijdens de Peloponnesische Oorlog was Lysikles een van de "haviken". Hij was ervan overtuigd dat de oorlog tegen Sparta, dat haar afgunst voor Athene's vooraanstaande positie niet kon verbergen, onvermijdelijk was en misschien zelfs wel welkom. Aristophanes hekelt hem en noemt hem een "schapenverkoper".
De Atheners stuurden in 428 v.Chr. twaalf schepen uit om de bijdragen van hun bondgenoten op te halen, met Lysikles en vier anderen als bevelhebbers. Na verscheidene plaatsen te hebben aangedaan en van hen hun bijdrage te hebben afgedwongen, trok Lysikles landinwaarts over de vlakte van de Meander in Carië. Toen hij samen met zijn metgezellen werd aangevallen door de Cariërs, viel hij samen met veel van zijn soldaten in de strijd.